# Gobabis
Gobabis (nama: Goabes, herero: Epako) är en stad i regionen Omaheke i östra Namibia, belägen cirka 200 kilometer öster om Windhoek på Kalahariöknens rand på vägen mellan Windhoek och gränsen till Botswana. Området är traditionellt hererofolkets land. Folkmängden uppgick till 19 101 invånare vid folkräkningen 2011, på en yta av 377,4 km².

## Historia
Staden grundades som en missionsstation år 1856. Gobabis övertogs av Tyskland i februari 1894 och i juni året därpå förlades en tysk garnison på orten. Ett fort byggdes 1896-7, men ruinerna av detta har sedan länge försvunnit.

## Klimat
Uppmätta normala temperaturer och -nederbörd i Gobabis:
|                                            | Jan  | Feb  | Mar  | Apr  | Maj  | Jun  | Jul  | Aug  | Sep  | Okt  | Nov  | Dec  |
| ------------------------------------------ | ---- | ---- | ---- | ---- | ---- | ---- | ---- | ---- | ---- | ---- | ---- | ---- |
| Normaldygnets maximitemperaturs medelvärde | 31,4 | 31,0 | 30,1 | 27,9 | 25,6 | 22,0 | 21,9 | 25,4 | 29,0 | 31,0 | 32,1 | 32,3 |
| Normaldygnets minimitemperaturs medelvärde | 18,5 | 17,6 | 15,9 | 12,4 | 7,7  | 3,8  | 3,2  | 5,6  | 10,3 | 14,0 | 16,4 | 18,1 |
|                                            |      |      |      |      |      |      |      |      |      |      |      |      |
| Nederbörd                                  | 80,7 | 86,8 | 53,7 | 37,0 | 6,1  | 2,7  | 0,2  | 0,5  | 7,7  | 16,2 | 37,1 | 40,6 |

| Diagram | temperaturer i °C • månadsnederbörd i mm | temperaturer i °C • månadsnederbörd i mm | temperaturer i °C • månadsnederbörd i mm | temperaturer i °C • månadsnederbörd i mm | temperaturer i °C • månadsnederbörd i mm | temperaturer i °C • månadsnederbörd i mm | temperaturer i °C • månadsnederbörd i mm | temperaturer i °C • månadsnederbörd i mm | temperaturer i °C • månadsnederbörd i mm | temperaturer i °C • månadsnederbörd i mm | temperaturer i °C • månadsnederbörd i mm | temperaturer i °C • månadsnederbörd i mm |
|         | 81 31 19                                 | 87 31 18                                 | 54 30 16                                 | 37 28 12                                 | 6 26 8                                   | 3 22 4                                   | 0 22 3                                   | 1 25 6                                   | 8 29 10                                  | 16 31 14                                 | 37 32 16                                 | 41 32 18                                 |